# Kopulasatz
Der Kopulasatz ist eine Art des Nominalsatzes.
Das Prädikat eines Satzes stellt die Aussage dieses Satzes dar und wird in einem regulären Satz durch ein Verb (prädikatives Verb) gebildet. In anderen Satzarten wiederum bildet das Verb nicht das alleinige Prädikat des Satzes, sondern leitet dieses nur ein. Diese Verben heißen nichtprädikative Verben. Das deutsche Verb sein ist solch ein nichtprädikatives Verb. Die mit sein gebildete Satzaussage ist entweder  identifizierend („Es ist Rolf“) oder  klassifizierend („Er ist ein Esel“). Das Prädikat kommt also durch ein Substantiv zustande (Prädikatsnomen: „Rolf“, „Esel“). Überdies kann auch ein Eigenschaftswort als prädikatives Adjektiv ein Prädikat bilden („Er ist schlank“).
Im Kopulasatz setzt sich das Prädikat aus einer Kopula und einem prädikativ verwendeten Nomen oder Adjektiv zusammen. Die Kopula macht dabei aus einem Nicht-Verb ein Verb. Sie hat kaum eine andere Bedeutung, als die Flexion des Prädikats anzuzeigen, ist also selbst bedeutungsleer.
Im Deutschen dienen dabei das bedeutungsleere sein aber auch heißen, werden, scheinen und bleiben zur Bildung des Kopulasatzes. Auch im Französischen finden sembler und paraître Verwendung. Es finden sich also auch Verben, die zwar semantisch nicht „leer“ sind, aber mit dem Satzgegenstand kongruierende Prädikatsnomina einleiten.
Einige Sprachen wie das Neugriechische und das Russische verzichten zum Teil auf eine Kopula, die semantisch gesehen einen „leeren Sinn“ aufweisen muss.

## Beispiele
Deutsch:
- Otto ist der Stärkste.
- Elvira bleibt die Schönste.

Französisch:
- Nicole est heureuse.
- Judith semble heureuse.
- Edith paraît heureuse.

Irisch:
- Is é an dalta an fear. „Der Mann ist der Schüler.“ – das Prädikat ist an dalta, also „der Schüler“
- Is é an fear an dalta. „Der Schüler ist der Mann.“ bzw. „Der Mann ist der Schüler.“ – das Prädikat ist an fear, also „der Mann“

- Is mise an múinteoir. „Ich bin der Lehrer.“
- Is tusa an múinteoir. „Du bist der Lehrer.“
- Is eisean an múinteoir. „Er ist der Lehrer.“

- Is é an múinteoir é. „Er ist der Lehrer.“
- Is é an múinteoir an fear. „Der Mann ist der Lehrer.“
- Is é an fear an múinteoir. „Der Mann ist der Lehrer.“
- Is é Pól an múinteoir. „Paul ist der Lehrer.“